# Mercator Press
Mercator Press is een Belgische rotatiedrukkerij opgericht in 1963 door Albert Bogaert en Marc Adriaen.

## Geschiedenis
In 1960 richtten Godfried Jacques en Albert Bogaert drukkerij Mercator op in een gehuurde garage, met een startkapitaal van 100 000 frank (2500 euro). Twee jaar later verkocht Jacques zijn aandelen aan Marc Adriaen.
Aanvankelijk werden er wikkels voor koekjesdozen en conserven gedrukt, voornamelijk voor Marie Thumas en Bonduelle. Later werd overgeschakeld naar reisbrochures en reclamefolders. De onderneming werd hier, in de jaren 80, Belgisch marktleider in.
In 1984 telde het bedrijf honderd werknemers en twee jaar later bereikte ze voor het eerst een omzet van één miljard Belgische frank. Mercator drukt sindsdien voornamelijk voor automerken (Mercedes-Benz, BMW en Volkswagen) en supermarkten (Colruyt, Delhaize en Albert Heijn).
In 1988 nam Mercator Press de Franse drukkerij Imprimerie Georges Frère over, gevolgd door de overname van de Waalse drukkerij Graphing/Grafossart in 1995. Zo groeide Mercator Press, sindsdien Group Mercator Press, uit tot een onderneming met een jaaromzet van vier miljard Belgische frank (100 miljoen euro) en telde ze bijna 600 werknemers.
Datzelfde jaar werd Helio Lys opgericht als een gemeenschappelijk dochterbedrijf van Group Mercator Press en haar Franse concurrent Groupe Decoster. Mercator Press verkocht haar aandelen in dit bedrijf in 1999.
Group Mercator Press fusioneerde in het jaar 2000 met de Roularta Media Group en de Concentra Grafische Groep tot de Mercator Printing Group. Dit was een van de grootste Europese drukkerijen. Deze fusie was 1000 werknemers groot, en had tot doel de drie ondernemingen te versterken, maar wegens tegenvallende resultaten werd de vennootschap drie jaar later ontbonden.
In de economische crisis besloot de leiding van Group Mercator Press om haar, op dat moment verlieslatende, filialen in Frankrijk en Wallonië af te stoten. Vervolgens gingen ze zich meer toeleggen op de verdere uitbouw van hun Jabbeekse fabriek. Frank Bogaert had zich inmiddels reeds teruggetrokken uit de onderneming en verkocht daarbij zijn aandelen aan Marc Adriaen.
In 2011 verwierf de Koninklijke Drukkerij Em. de Jong, Nederlands marktleider reclamedruk, een meerderheidsaandeel in Group Mercator Press. Deze groep realiseerde in 2016, met haar 750 werknemers, een nettowinst van bijna 10 miljoen euro.
In 2018 staat Mercator Press, wanneer men de afdelingen 'Mercator Press' en 'Mercator Press Sales' bij elkaar rekent, in de lijst van de 500 grootste Belgische drukkerijen op de derde plaats, en op de eerste plaats binnen haar niche.